# Institut d'Estudis Comarcals de la Marina Alta

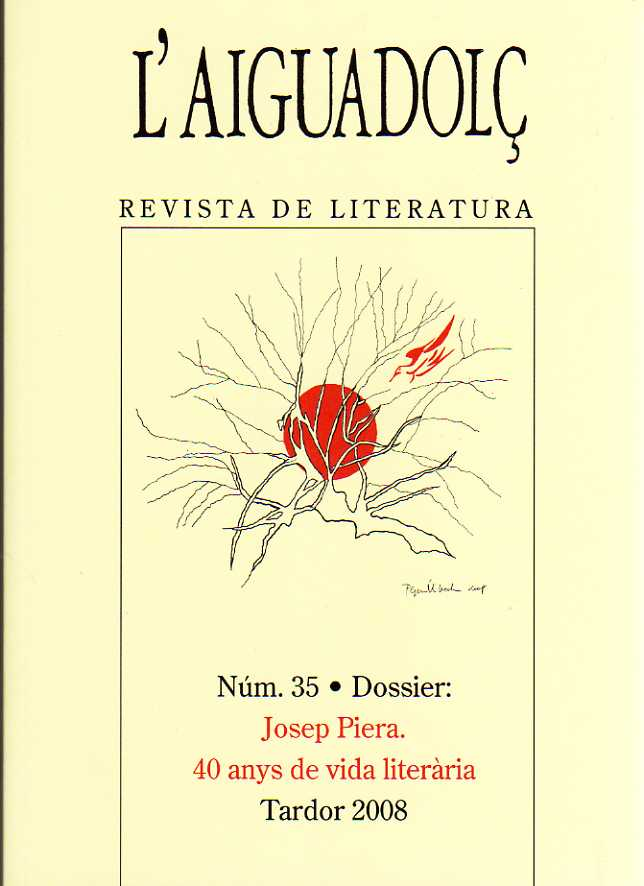
Revista l'Aiguadolç

L'Institut d'Estudis Comarcals de la Marina Alta és una entitat cultural que va ser creada l'any 1985, després de la celebració de dos Congressos d'Estudis sobre la comarca de la Marina Alta, en els quals va quedar palesa la necessitat que els investigadors i estudiosos de la Marina Alta, així com el públic en general, tingueren un espai d'encontre on trobar tota mena de treballs o d'informació cultural de i sobre aquesta comarca.
Amb aquesta finalitat es reuniren unes quantes persones interessades en el projecte i ben prompte va ser tota una realitat aquell interès d'aplegar els estudiosos sobre temes de la Marina Alta. L'any 2010 l'IECMA el formaven més de 500 socis de la comarca i de fora d'ella, molts d'ells simpatitzants que participen de les seues activitats i reben les seues publicacions. Alguns Ajuntaments de la comarca, l'Institut de Cultura Juan Gil-Albert de la Diputació d'Alacant i altres entitats col·laboren en el projecte.
L'IECMA és una de les entitats culturals més prestigioses i antigues, i amb un major moviment a la província d'Alacant i forma part de la Coordinadora de Centres d'Estudis de Parla Catalana, de la qual és membre fundador, de la Federació d'Instituts d'Estudis Comarcals del País Valencià i de la Xarxa de Centres de les Comarques Centrals Valencianes. El 1992 naix dins de l'Institut el Grup de Reüll, important aplec d'artistes plàstics que dinamitzen el món de l'art actual des de la Marina Alta, aconseguint així donar una dimensió totalment nova a les manifestacions artístiques que es fan a la comarca i que arriben, amb afany universalista, a diversos llocs del país.
El 2000 es crea el Col·lectiu d'Estudis Marítims que aplega un bon nombre d'interessats en mantenir el patrimoni relacionat amb les activitats marítimes dels pobles costaners de la comarca. La restauració de barques tradicionals, cursos de vela, el coneixement dels costums i tradicions dels homes i de les dones de la mar són algunes de les activitats que s'hi organitzen.
Els seus objectius són impulsar els estudis i investigacions de tipus local o comarcal, defensar el patrimoni natural i l'històrico-artístic, agrupar els estudiosos i investigadors que vulguen dedicar els seus treballs a la comarca dels pobles de la Marina Alta, agrupar les persones dedicades a la Literatura i Arts plàstiques i fer, en definitiva, un esforç diari perquè la cultura no siga un privilegi d'uns quants, entenent per cultura tant el patrimoni de la nostra literatura i les aportacions a la ciència i als mitjans d'expressió artística, com també qualsevol aspecte de la rica cultura popular i tradicional de la comarca.
Les activitats que realitza l'IECMA són la publicació de les revistes Aguaits i L'Aiguadolç publicació de llibres i monografies de temes comarcals, celebració de Congressos i Jornades d'Estudis sobre diversos temes relacionats amb la comarca, col·laboració amb la Coordinadora de Centres d'Estudis de Parla Catalana per tal d'intercanviar experiències de tipus cultural, col·laboració amb entitats cíviques i culturals de la Marina Alta i d'altres comarques en la realització de diverses activitats, exposicions d'arts plàstiques, mitjançant el Grup de Reüll, així com altres activitats artístiques a pobles de la comarca i fora d'ella, col·laboració amb l'Institut de Cultura "Juan Gil-Albert" i Ajuntaments de la Comarca en edicions, exposicions, muntatges culturals, i l'intercanvi de publicacions amb altres entitats culturals; les publicacions rebudes entren a formar part del patrimoni de l'Institut i poden ser consultades pels seus socis.
L'Institut d'Estudis Comarcals ofereix als Ajuntaments i entitats culturals de la comarca la seua col·laboració en la seua tasca de crear i investigar sobre la cultura de la Marina Alta i divulgar-la.